# Oxytelus piceus
Oxytelus piceus  (лат.) — палеарктический вид жуков-стафилинидов из подсемейства Staphylininae. 

## Описание
Особи являются копробионтами, которые встречаются на навозе крупного рогатого скота, в других местностях встречаются редко.